# تاكوما تاكيدا
تاكوما تاكيدا (باليابانية: 武田拓真) هو لاعب كرة قدم ياباني في مركز الهجوم، ولد في 12 أكتوبر 1995 في واكاياما في اليابان. لعب مع فاغيانو أوكاياما.

## وصلات خارجية
- تاكوما تاكيدا على موقع رابطة كرة القدم اليابانية للمحترفين (اليابانية)
- تاكوما تاكيدا على موقع قاعدة بيانات كرة القدم.إي يو (الإنجليزية)
- تاكوما تاكيدا على موقع Soccerway.com (الإنجليزية)
- تاكوما تاكيدا على موقع عالم كرة القدم.نت (الإنجليزية)